# Преображенское (Благовещенский район)
Преображе́нское (баш. Преображенский) — деревня в Благовещенском районе Республики Башкортостан Российской Федерации. Входит в состав Ильино-Полянского сельсовета.

## География

### Географическое положение
Расстояние до:
- районного центра (Благовещенск): 26 км,
- центра сельсовета (Ильино-Поляна): 14 км,
- ближайшей ж/д станции (Загородная): 40 км.

## Население
| 2002 | 2009 | 2010 |
| ---- | ---- | ---- |
| 12   | ↘6   | →6   |

Национальный состав
Согласно переписи 2002 года, преобладающая национальность — русские (92 %).